# Макабеу
Макабе́у (кат. macabeu) — біле каталонське вино. 
Сорт винограду макабеу вперше вирощено саме у Каталонії. Цей сорт, разом з сортами параляза або парельяда (кат. parellada) та шареллу використовується у виробництві кави. 
Зараз вирощується у таких районах каталанських країн: у кумарках Ал-Панадес та Баш-Панадес, у баґарії Камп-да-Таррагона, Русільйоні, у валенсійській кумарці Рекена-Утієль та на Мальорці. Поза межами каталанських країн вирощується автономних областях Іспанії Ла-Ріоха та Наварра, а також у Каліфорнії . 
Вину сорту макабеу присвоєно такі найменування, що підтверджують його оригінальність (кат. Denominació d'Origen Catalunya, відповідає фр. Appellation d'Origine Contrôlée або AOC): DO Alacant, DO Binissalem, DO Catalunya, DO Conca de Barberà, AOC Costers del Rosselló, DO Costers del Segre, DO Empordà-Costa Brava, AOC Maurí, DO Montsant, DO Penedès, DO Pla de Bages, DO Pla i Llevant, AOC Ribestaltes, DO Terra Alta, DO Utiel-Requena та DO València. 
Синоніми назви — alcallol «алкальо́л» та alcanou «алкано́у». У Ла-Ріосі називається ісп. viura, французькою мовою — фр. charas blanc.